# Пейн, Эдгар
Эдгар Пейн (англ. Edgar Alwin Payne; 1883—1947) — американский художник-импрессионист. Много путешествовал по Соединенным Штатам, Мексике, Канаде и Европе, но как некоторые другие его соотечественники  — Джон Мьюр или Энсел Адамс, был предан американскому Западу.

## Биография

Эдгар и Элси Пейн, 1913 год

Родился 1 марта 1883 года в городе Уошберн округа Барри, штат Миссури, в центре Озарка.
Начав путешествовать в 14 лет, Пейн создавал свои работы, продавал их и тем самым зарабатывал на путешествия. Посетив ряд стран и городов, оказался в Чикаго, где поступил изучать живопись в Чикагский институт искусств, специализируясь на портретах. Проучившись очень короткое время, оставил институт и предпочел стать самоучкой.  Первые свои ландшафтные работы выставлял в Palette and Chisel Club. В это же время занимался росписью фресок, пополняя свой бюджет.
В 1909 году очутился в Калифорнии, несколько месяцев работал в городе Лагуна-Бич, после чего отправился в  Сан-Франциско. Здесь познакомился с другими художниками, в том числе с Элси Палмер (1884—1971). В 1912 году в Чикаго, штат Иллинойс, они поженились. Вместе они стали достаточно известными в художественных кругах города. Элси помогала Эдгару в его работах над фресками. В 1914 году у них родилась дочь Эвелин.
Художники продолжали много путешествовать по США. В 1918 году они построили собственный дом со студией в Лагуна-Бич. Эдгар создал здесь местное художественное объединение Laguna Beach Art Association. В 1922—1924 годах они с женой совершили «художественный тур» в Европу. По возвращении в США осенью 1924 года, они снова побывали во многих местах Соединённых Штатов. Затем снова посетили Европу в 1928 году и на следующий год побывали в канадской провинции Альберта. C наступлением финансового коллапса в 1929 году и последующей Великой депрессией наступили трудные времена. Чета Пейн вернулась в Южную Калифорнию и приобрели здесь в 1932 году дом-студию. В это время их дочь Эвелин вышла замуж, отношения Эдгар и Элси остыли, и они расстались. Эдгар переехал в Голливуд, где снял небольшой дом-студию. После 14-летней разлуки, Элси вернулись в 1946 году к Эдгару, чтобы помогать ему, узнав, что у мужа рак. Она оставалась с ним до его смерти 8 апреля 1947 года. В 1952 году Элси создала бронзовую скульптуру Эдгара, которая находится в художественном музее Лагуна-Бич.
Умер Эдгар Пейн умер в городе Глендейл, штат Калифорния. Похоронен на местном кладбище Forest Lawn Memorial Park.
За свою жизнь он был членом многих художественных сообществ, а его работы можно найти во многих художественных галереях и музеях США.

## Галерея

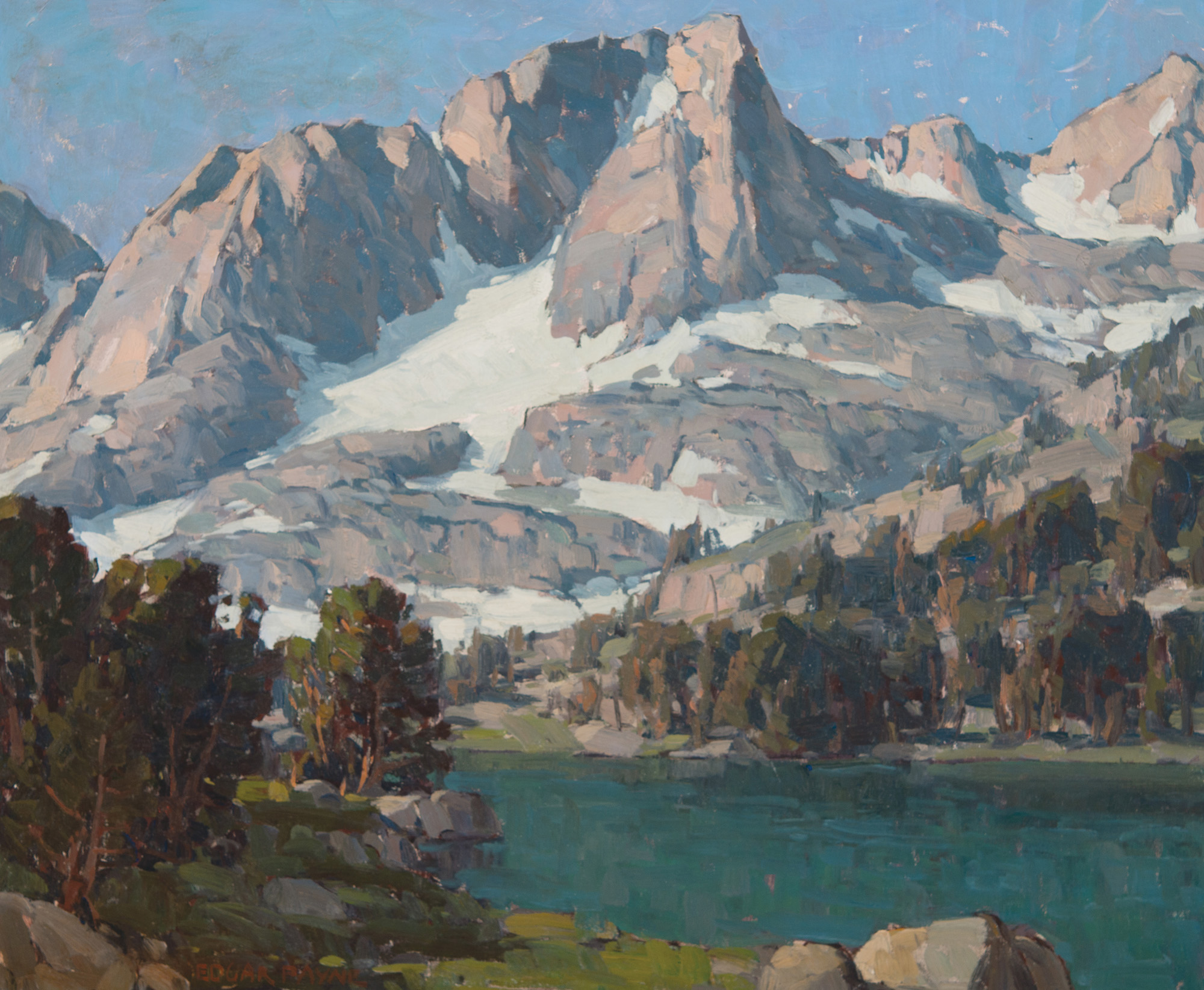
Edgar Alwyn Payne. Озеро Альпин
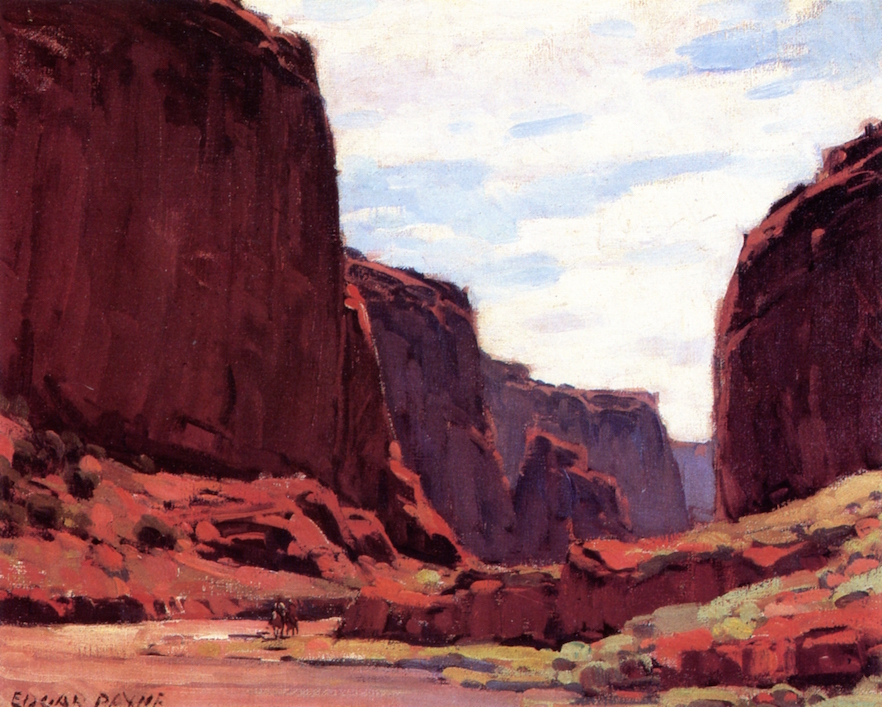
Каньон, Аризона
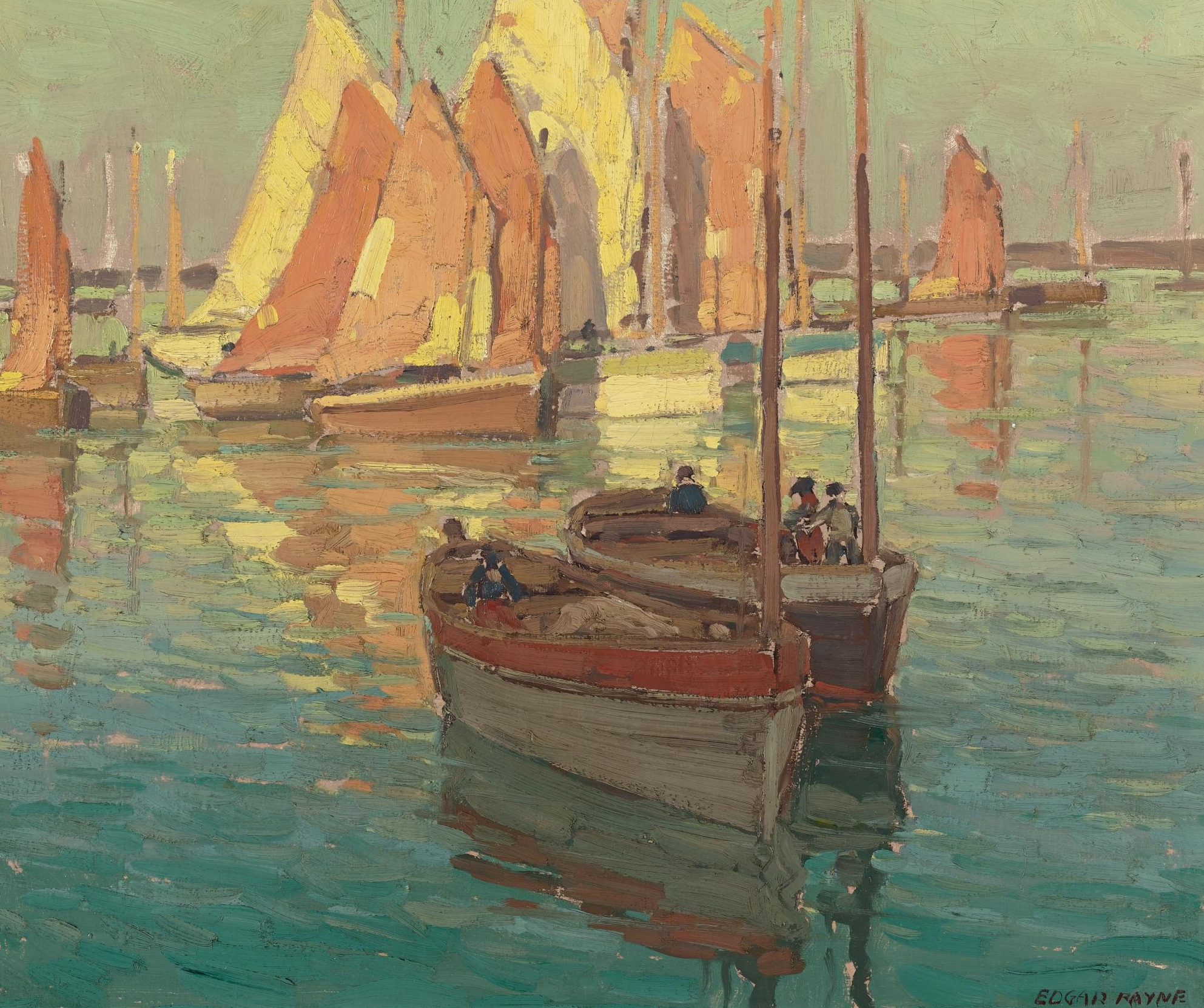
Лодки
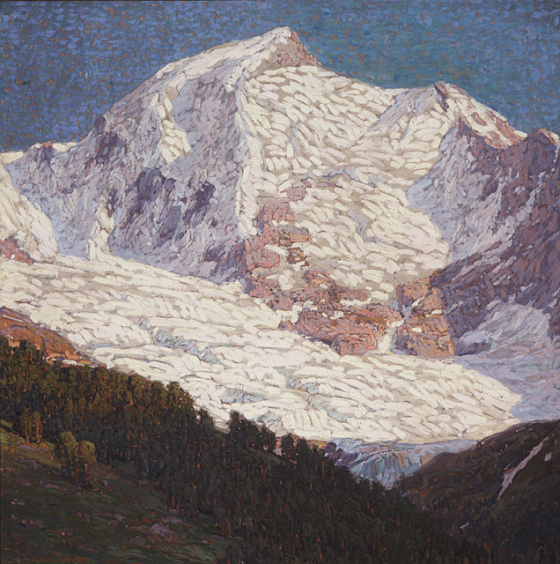
Снежный пик
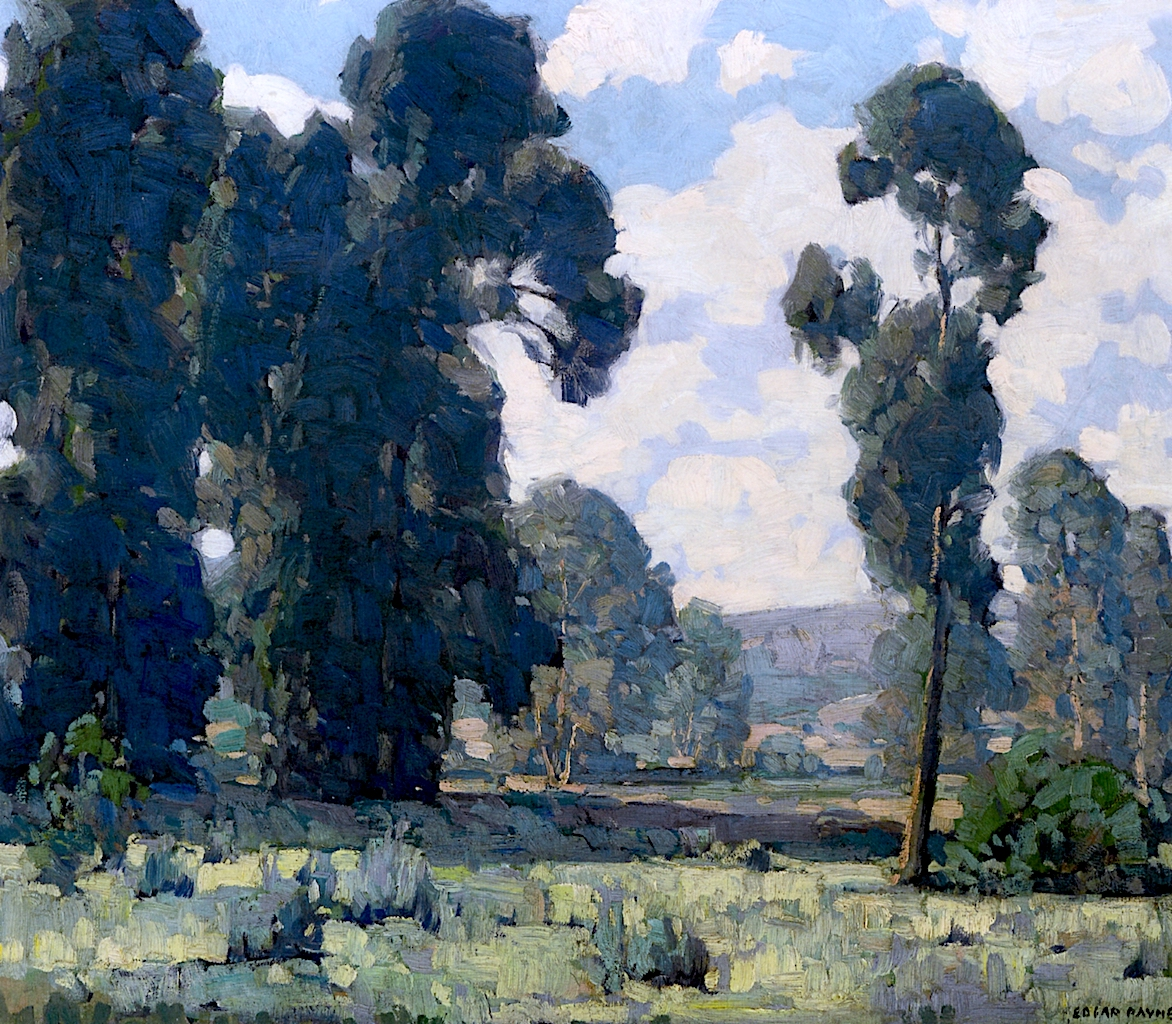
Эвкалипты